# Duat
Mit Duat (koptisch Amenthes) bezeichneten die Alten Ägypter das Jenseits, in das der Verstorbene nach seiner Bestattung und Wiedergeburt eintrat. Die jenseitige Welt war in zwei Bereiche aufgeteilt. Das dunkle Totenreich gleichen Namens lag westlich des Nils unter der Erde, das lichte Sechet-iaru (Earu) dagegen in der Region Ta-djeser. Am westlichen und östlichen Horizont berührten sich die unterirdische und die himmlische Duat.
In der unteren Duat musste der Tote eine Reihe von Gefahren, wie beispielsweise Dämonen überstehen. Auch das Totengericht fand dort statt. Bestand der Verstorbene die dort gestellten Prüfungen, durfte er nach Sechet-iaru.
Von dem Wort Duat leitet sich Amduat („Die Schrift der verborgenen Kammer“) ab, das königliche Unterweltsbuch des ägyptischen Neuen Reiches.